# Nik Van Gool
Nik J.A.M. Van Gool, née le 24 octobre 1962 à Turnhout est une femme politique belge flamande, membre du CD&V.
Elle est diplômée assistance sociale (KH-Leuven), diplômée de mangement en économie sociale (Université d'Anvers); présidente nationale du KVLV.
Elle fut conseillère communale et chef de groupe de Lierre; députée fédérale depuis le 10 janvier 2013 au 25 mai 2014 en remplacement de Servais Verherstraeten, secrétaire d'État, empêché.